# El Asperger y Yo (Documental de Chris Packham)
El Asperger y Yo (Documental de Chris Packham) es un documental realizado en el 2017, se trata de una historia real. La película cuenta la vida de Chris Packham quien manifiesta el síndrome de Asperger. Fue dirigida por Charlie Russell, y editada por William Grayborn.
Se considera una historia brillante, a través de la cual el naturalista desea que las personas comprendan lo que significa ser él. En un relato autobiográfico, Chris transmite la idea de lo que es tener una sensibilidad, una forma diferente de percibir el mundo.